# Carl-Alexander-Platz

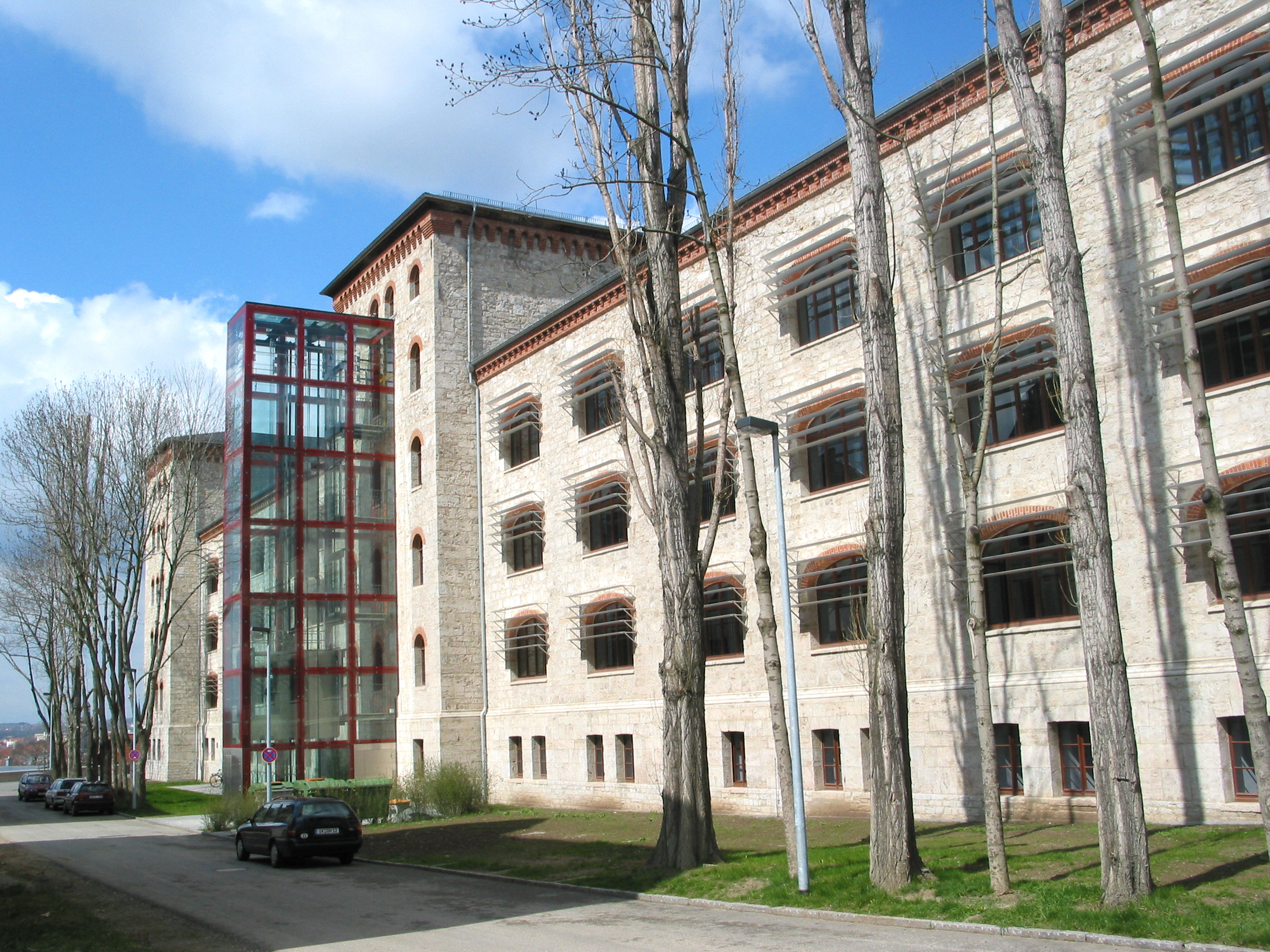
Ehem. Streichhan-Kaserne (HfM Franz Liszt) in Weimar

Der nach dem Großherzog Carl Alexander (Sachsen-Weimar-Eisenach) benannte Carl-Alexander-Platz in der Parkvorstadt von Weimar ist der zwischen Albrecht-Dürer-Straße und Leibnizallee gelegene Platz mit der Streichhan-Kaserne und den dazugehörigen Gebäuden. Angelegt wurde die Anlage durch Ferdinand Streichhan. Die von der Leibnizallee auf den Carl-Alexander-Platz treffende Straße ist die Carl-Ferdinand-Streichhan-Straße. Sie verläuft auch hinter dem Kasernenbau. Die Streichhan-Kaserne ist der älteste Teil der Parkvorstadt. Zeitweilig war die Kaserne auch namensgebend für die heutige Leibnizallee. Sie hieß einst Kasernenberg.
Der Carl-Alexander-Platz steht nicht auf der Liste der Kulturdenkmale in Weimar (Sachgesamtheiten und Ensembles). Die Streichhan-Kaserne u. a. mit Offizierswohnheim in der Albrecht-Dürer-Straße 2 bzw. Kammergebäude in der Albrecht-Dürer-Straße 6b stehen auf der Liste der Kulturdenkmale in Weimar (Einzeldenkmale). Auch das Studentenwohnheim Leibnizallee 10 und 10a, ist darin verzeichnet, welches einst das Kriegsgericht gewesen war. Das Studentenwohnheim Leibnizallee 10 b war die Gewehrkammer. Aufgrund ihrer Lage an einem der höchsten Punkte Weimars ist sie von weitem sichtbar. Sie ist gewissermaßen die „Weimarer Akropolis“, die so auch genannt wurde. Die Benennung Weimarer Akropolis für diesen Bau in historistischem Stil dürfte als Reminiszenz zur Akropolis in Athen zu verstehen sein, da dieser Bau wie der antike Athener Bezirk jeweils die höchsten und markantesten Punkte über der Stadt definieren, welche weithin sichtbar sind.
Der Carl-Alexander-Platz wurde durch moderne mehrgeschossige Blöcke ergänzt. Diese Wohnbauten stehen  im Zusammenhang mit dem Konzept Neues Bauen am Horn. In Weimar gibt es auch einen Straßenzug Am Horn.

## Streichhan-Kaserne
Die Planungen zum Bau dieser Kaserne gingen auf das Jahr 1839 zurück. In den Entscheidungsprozess griff Großherzog Carl Alexander selbst ein. Letztlich war die Unterkunftssituation der Soldaten in Weimar untragbar geworden. Von der Größe der Kaserne darf man nicht schließen, dass Weimar Garnisonsstadt gewesen war. Das war Weimar nur zum Ende des Zweiten Weltkrieges, als Weimar gewissermaßen zur Frontstadt ausgebaut wurde. Der Ausbau Weimars als „Schutz- und Trutzgau“ Thüringens wurde ab 1935 vollzogen. Die Luftangriffe auf Weimar waren letztlich auch Folge davon. Die Kaserne selbst war kein Ziel der Luftangriffe. Das waren auch die Lützendorf-Kasernen nicht. Das Kasernement auf der Großmutterleite wurde erst zur Mitte des 19. Jahrhunderts angelegt. Allerdings wurden ältere zu diesem Zweck nutzbare Gebäude wie die Leibnizallee 10 b darin einbezogen. Nach dem Entwurf von Streichhan wurde dieses 1854/59 errichtet. Hinsichtlich ihrer baukünstlerischen Durchbildung gilt sie als eine der bemerkenswertesten Militäranlagen des 19. Jahrhunderts. Die Kernanlagen wurden 1859 vollendet, wie u. a. das Lazarett und das Verwaltungsgebäude. In den Jahren 1860 und 1863 folgten die separate Gewehrkammer und das Exerzierhaus. Bemerkenswert ist die Formensprache des Neorenaissancestils, der sich in den Rundbögen ausdrückt. In der Carl-Ferdinand-Streichhan-Straße 4 und 4a befinden sich die Mannschaftsgebäude, die ebenfalls unter Denkmalschutz stehen. Das gilt auch für das Verheiratenhaus mit der Nr. 5. In der Albrecht-Dürer-Straße befinden sich mit der Nr. 2 und 6b zwei ehemals nicht zu dem Komplex gehörende Gebäude, die denkmalgeschützt sind. Sie gehörten zur ab 1895 erfolgten Erweiterung der dortigen militärischen Einrichtungen. Hier war es die Kaserne für das Infanterie-Regiment Nr. 94 Großherzog von Sachsen. Dort, wo 1936/37 das Kriegsgericht errichtet wurde, befand sich eine 1820 errichtete Kaserne.
Sie wird seit Ende 2001 von der Hochschule für Musik Franz Liszt Weimar genutzt. Die militärische  Nutzung  endete 1993 mit dem Abzug  russischer  Truppen,  die  seit  1945 dort waren. Dem folgte ein mehrjähriger  Umbau.